# 後庄 (嘉義縣)
後庄，是臺灣嘉義縣新港鄉的一個傳統地域名稱，位於該鄉西北部。相較於今日行政區，其範圍大致包括共和村東北部、中庄村西部邊界地帶。

## 歷史
台灣日治初期，後庄地區為一街庄（舊制街庄），即稱為「後庄」，隸屬於打貓西堡。該庄西北及北與崙仔庄為鄰，東與古民庄為鄰，南邊為新港街，西邊為埤頭庄、板頭厝庄。
1901年（日治明治三十四年）11月11日，全台設置二十廳，該庄隸屬於嘉義廳。1904年（明治三十七年）2月15日，該庄編入「新港區」，隸屬於嘉義廳。1909年（明治四十二年）10月25日，全台整併二十廳為十二廳，該庄仍隸屬於嘉義廳。1910年（明治四十三年）1月18日，各區管轄區域調整，該庄仍隸屬於嘉義廳的「新港區」。
1920年（大正九年）10月1日，全台廢十二廳改設五州二廳，該庄改制為「後庄」大字，隸屬於臺南州嘉義郡新巷庄（新制街庄）。
戰後新巷庄改制為新港鄉，隸屬於臺南縣，大字亦改制為村。1950年（民國39年）10月25日，雲、嘉、南分治，新港鄉改隸屬於嘉義縣。

## 聚落
本地區發展較早的聚落後庄，在日治期初期的官方地圖上已有記載。

## 交通
鄉道嘉73線是後庄至董厝的道路。
鄉道嘉74線是舊南港至新港的道路。